# Charles Island, Nunavut
Charles Island är en ö i Kanada.   Den ligger i territoriet Nunavut, i den östra delen av landet, 1 900 km norr om huvudstaden Ottawa. Arean är 235 kvadratkilometer.
Trakten runt Charles Island består i huvudsak av gräsmarker. Trakten runt Charles Island är nära nog obefolkad, med mindre än två invånare per kvadratkilometer.